# Ptiloris
Ptiloris là một chi chim trong họ Paradisaeidae.